# Oedudes ramsdeni
Oedudes ramsdeni là một loài bọ cánh cứng trong họ Cerambycidae.